# Edie McClurg
Edie McClurg (născută la 23 iulie, 1951) este o actriță americană de film și televiziune.